# Krassó Miklós
Krassó Miklós (Budapest, 1930. november 29. – London, 1986. január 10.) magyar származású angol újságíró, költő, irodalomkritikus.

## Életpályája
1930. november 29-én született Budapesten, zsidó családban. Testvére, Krassó György költő és politikus (1932–1991) volt. 1945-ben lépett be a Magyar Kommunista Pártba. Antiklerikális cikke a párt központi lapjában jelent meg, ennek köszönhetően némi elismerésre tett szert, és 1947-ben már megjelent a marxista "Forum" folyóiratban, amelynek szerkesztője Lukács György marxista filozófus volt. Utóbbi segítségével felvették a Budapesti Tudományegyetem Filozófia Karára; így csatlakozott Lukács György csoportjához. 1949-ben behívták a hadseregbe.
Barátjával Mészáros Istvánnal németről magyarra fordította Lukács György műveit. Cikkeket publikált különböző irodalmi és társadalompolitikai folyóiratokban, részt vett Petefi csoportjának tevékenységében.
Az 1956-os forradalom idején aktívan részt vett az események kidolgozásában és az antisztálinista baloldali erők tevékenységének szervezésében. A Budapest külvárosában működő regionális forradalmi tanács küldöttévé választották, és sikerült megalakítania a Központi Munkástanácsot. Azt azonban nem sikerült meggyőznie, hogy a tárgyalásokat nem Kádár János újonnan alakult kormánnyal, hanem közvetlenül a szovjet fegyveres erőkkel kell lefolytatni. A forradalomban a sztálinizmustól való megszabadulás lehetőségét látta, de ezt a munkásmozgalom erősítésével és az antikommunista provokációknak való ellenállással kívánta elérni.
A forradalom nyomása és testvére letartóztatása után Ausztriába kellett távoznia. Miután egy ideig Bécsben tartózkodott, Nagy-Britanniába költözött. Isaiah Berlin támogatásával felvételt nyert az Oxfordi Egyetemre. Ekkor ismerkedett meg első feleségével, aki angol volt, és a munkásosztályból származott. Az Új Baloldallal kommunikálva kapcsolatot létesített a "New Left Review" folyóirattal, és 1965-ben csatlakozott annak szerkesztőbizottságához. József Attila verseit ő fordította angolra. 1968-ban előadóként részt vett az egyetemellenes mozgalom előadásain, és megismerkedett második feleségével, aki Palesztinából származott.
A "New Left Review" magazin oldalain részt vett Ernest Mandellel Leon Trockij marxizmusáról folytatott vitában, amelyet később külön könyvben adtak ki és több nyelvre lefordítottak. Tanulmányozta Marx, Trockij munkáit, a marxizmus ideológiai problémáját és Bibó István tevékenységét.
1986. január 10-én halt meg egy tűzvészben londoni otthonában.

## Fordítás
- Ez a szócikk részben vagy egészben  a(z)   Միկլոշ Կրաշո című örmény Wikipédia-szócikk ezen változatának fordításán alapul.  Az eredeti cikk szerkesztőit annak laptörténete sorolja fel. Ez a jelzés csupán a megfogalmazás eredetét és a szerzői jogokat jelzi, nem szolgál a cikkben szereplő információk forrásmegjelöléseként.
- Ez a szócikk részben vagy egészben  a(z)   Крашшо, Миклош című orosz Wikipédia-szócikk ezen változatának fordításán alapul.  Az eredeti cikk szerkesztőit annak laptörténete sorolja fel. Ez a jelzés csupán a megfogalmazás eredetét és a szerzői jogokat jelzi, nem szolgál a cikkben szereplő információk forrásmegjelöléseként.
- Ez a szócikk részben vagy egészben  a(z)   Міклош Крашшо című ukrán Wikipédia-szócikk ezen változatának fordításán alapul.  Az eredeti cikk szerkesztőit annak laptörténete sorolja fel. Ez a jelzés csupán a megfogalmazás eredetét és a szerzői jogokat jelzi, nem szolgál a cikkben szereplő információk forrásmegjelöléseként.